# 偏振片

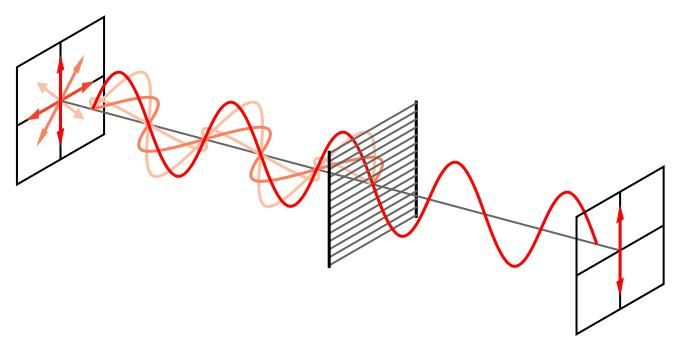
偏振片原理

偏光過濾效果

偏振片（英語：Polarizer），或稱極化器、起偏器、偏光片，是一种光学物理学中的术语，指可以使天然光变成偏振光的光学元件叫偏振片（或稱偏光板、偏光膜）。根据获取方式分类，可分为天然偏振片、人造偏振片。天然偏振片可以由具有特殊分子排列的晶体制成，通常很难找到合适的晶体，加工比较考究，很难获得，因此价格昂贵。人造偏振片由于制造工艺简单、价格便宜，并可制成较大面积，因而得到广泛的应用。

## 历史
最早的人造偏振片（J偏振片）是由19岁学生埃德温·赫伯特·兰德在1928年发明的。它是通过电磁作用或机械作用把具有二向色性的碘化硫酸奎宁小晶体整齐排列在透明的塑料薄膜上制成的。1938年，兰德又发明了一种目前广泛应用的H偏振片。

## 人造偏振片获取方法

### J偏振片
J偏振片：它是通过电磁作用或机械作用把具有二向色性的碘化硫酸奎宁小晶体整齐排列在透明的塑料薄膜上制成的。

### H偏振片
H偏振片：1938年，由兰德发明。目前广泛应用。它本身不包含二向色性晶体。把聚乙烯醇薄片加热，沿一个方向拉伸，使聚合物分子在拉伸方向排列成长链，然后把片子浸入碘溶液中，碘附着在长链上形成一条碘链。碘分子中导电电子就能沿着长链流动。当一束自然光射到偏振片上时，由于碘分子提供的高传导性，平行排列的长链分子吸收平行长链方向的电场分量，而与它垂直的电场分量则几乎不受影响，结果透射光变成线偏振光。偏振片上能透过电矢量振动的方向称为它的振透方向。

### K偏振片
K偏振片：K偏振片的制造方法是将聚乙烯醇薄膜放在高温炉中通以氯化氢作催化剂，除掉聚乙烯醇分子中的若干水分子，形成聚合乙烯的细长分子，再单向拉伸而成。K偏振片的光化学性能稳定、能耐潮耐热、高温时不易分解，但是价格较贵。

## 人造偏振片优点
人造偏振片由于制造工艺简单、价格便宜，并可制成较大面积，因而得到广泛的应用。目前在一般的偏振仪器以及许多起偏和检偏装置中大多数采用人造偏振片。

## 人造偏振片应用
例如在观看立体电影时，观众需要戴上一副眼镜，这就是一对透振方向互相垂直的偏振片。其原理是平时我们只有用两只眼镜看物体才能产生立体感，如果用两个镜头如人眼那样，从两个不同的方向同时摄下电影场景的像，制成正片。在放映时通过两个放映机用振动方向互相垂直的两种线偏振光重叠地放映到银幕上，人眼通过上述的偏振眼镜观看，每只眼睛只能看到相应独立的一个图像，就会像直接观看时那样产生立体的感觉。

## 产业结构
偏光片生产主要由“全球偏光片三大巨头”（LG化学、住友化学、日东电工 （页面存档备份，存于））及其他日韩企业主导，台湾的誠美材料(前奇美材料)、明基、力特等企业也占据了一定份额，中国大陆则是由三利谱、盛波光电主导偏光片研发和生产。

## 參閱
- 格蘭-湯普遜稜鏡